# Блејк Карингтон
Блејк Александар Карингтон је измишљени лик из АБЦ-ове серије Династија који су створили Ричард и Естер Шапиро. Улогу је тумачио Џон Форсајт од прве епизоде 1981. године па до последње 1989. године. Форсајт је поново тумачио улогу у дводелном ТВ филму Династија: На окупу 1991. године. У римејку серије из 2017. године канала ЦВ, Блејка тумачи Грант Шоу.
Глава породице Карингтон, самопроглашени директор монолитног друштва "Денвер-Карингтон" и водећи лик серије, нафтни тајкун Блејк Карингтон је у почетку био безосећајан и у послу и породично. Лик је ускоро смекшао у доброћудну фигуру главе породице због Форсајтовог утицаја.

## Изворна серија

### Изглед
Форсајт је отелотворио улогу Блејка играјући га од прве епизоде 1981. године па до последње 1989. године. Улози се вратио 1991. године у мини-серији Династија: На окупу. Форсајт је једини глумац који се појавио у свакој епизоди серије.
Џорџ Пепард је изворно изабран да глуми Блејка, али је на крају имао тешкоћа са некако несимпатичном улогом па га је заменио Форсајт.

### Приче

#### Прва сезона
На почетку серије, денверски нафтни тајкун Блејк Карингтон је оженио своју тајницу Кристал Џенингс. Брак им се затегао када је она сазнала за Блејкову безобзирну страну, поготово у послу. Блејк је наваљивао на Кристал када она није хтела да воде љубав и борио се са слободношћу ћерке Фалон и педерлуком сина Стивена. Сина је ухватио на гомили са другим мушкарцем и у налету беса их је раздвојио. Стивено вечко је пао, ударио главу и умро. Блејк је ухапшен и оптужен за убиство. На крају прве сезоне, у судницу је ушла тајанствена сведокиња. Фалон је препознала ту жену као своју мајку.

#### Друга сезона
Тајанствена сведокиња, Алексис Карингтон, Блејкова бивша супруга и Фалонина и Стивенова мајка је посведочила о Блејковој насилној нарави. Проглашен је кривим, али је добио условну казну. Док се Блејк борио да сачува Денвер-Карингтон од новчаних тешкоћа, он се одушевио кад је сазнао да је Кристал трудна. Кристал је изгубила дете после пада са коња који је проузроковала Алексис. Блејк је предложио Кристал да се упозна са његовим другом, психијатром Ником Тосканијем, не знајући да Ник намерава да му се освети. Касније је Блејк ослепео кад му је мафијаш Логан Рајнвуд бацио направу на кола. Блејк је почео да сумња да Кристал има прељубу са Ником па је кад му се вид вратио наставио да глуми да је још слеп како би је шпијунирао. На крају сезоне, он се сукобио са Ником који га је оставио у несвести да умре на планини.

#### Трећа сезона
Кристал је пронашла Блејка и довела помоћ. Касније је Блејк открио да је Фалонин син, његов имењак Блејк Колби, отет. Блејк и Алексис су се преко телевизије обратили да им се врати тек рођени унук, а током преноса је Алексис открила једну мрачну тајну из њихове прошлости: њихов првенац Адам је отет као новорођенче и никад није пронађен. Како их је погодио тај догађај, они су крили његово постојање од остало двоје деце Фалон и Стивена. Недељу дана касније се заступник Мајкл Торенс из Билингса у Монтани обратио Блејку и рекао да је Адам. Иако му је Алексис поверовала, Блејк није, али га је на крају прихватио као свог сина. Блејк и Кристал су открили да хартије за развод брака са њеним првим супругом никад нису биле поднете. Однос им се погоршао и Блејк и Кристал су се раздвојили. Стивен је нестао и претпоставља се да је погинуо током праска на нафтној платформи, али је Блејк одбио да прихвати да му је син мртав. Када се Стивенова бивша супруга Семи Џо и Кристалина братаница појавила са дететом за које је рекла да је Стивеново, Блејк је понудио да узме дете. Касније је открио да је Стивен жив па је одлетео у Сингапур да га убеди да се врати у Денвер. На крају треће сезоне, Блејк је открио да Стивен живи са другим мушкарцем па је одлучио да га тужи због старатељства над унуком.

#### Четврта сезона
Блејк је изгубио спор око старатељства јер се Стивен оженио Клаудијом Блајздел. Ипак, отац и син су се помирили кад су се Блејк и Кристал поново венчали. Како је и даље тражила освету, Алексис је тражила од Рашида Ахмеда да минира договор који је имао са Блејком. Блејк је остао сломљен.

#### Пета сезона
Блејк је успео да спаси своје друштво, али је у жалости због Фалонине смрти у ваздухопловној несрећи. Блејк је сазнао и да има и полусестру Доминик Деверо. Прихватио је своју сестру кад је његов отац на самрти признао да му је она ћерка. Неколико месеци касније, Блејк је открио да је Алексис родила још једно дете пошто су се развели, ћерку којој је дала име Аманда. Иако је Алексис у почетку порицала да је он Амандин отац, Блејк је на крају открио да јој јесте отац. За Божић је Блејк био одушевљен кад је открио да Кристал носи девојчицу којој су дали име Кристина. Иако јој је здравље у почетку било крхко, она је преживела и оздравила. Блејк је постао љубоморан на Кристалино пријатељство са плејбојем Данијелом Рисом. У међувремену је леди Ешли Мичел покушала да заведе Блејка. Неко је сликао Блејка са Ешли и Кристал са Данијелом и послао слике оном другом. Ипак, Блејкова и Кристалина љубав је победила. Цела породица је отишла на свадбу Аманде и краљевића Мајкла од Молдавије, али су побуњеници упали у цркву и засули је мецима.

#### Шеста сезона
Блејк и његова породица су преживели напад. Кад се вратио у Денвер, Блејк је ушао у пословни договор са Џејсоном Колбијем и потресао се кад је открио да је Фалон жива, пати од губитка памћења и удата за Џејсоновог сина Мајлса. Кристал је отео Џоел Абригор и заменио Ритом Лесли, глумицом која личи на њу и која је полако почела да га трује по Џоеловом наређењу. Блејково здравље се нарушило до те мере да је остао готово потпуно онеспособљен. Семи Џо је открила истину и помогла Кристал да побегне из заточеништва. Џоел и Рита су нестали. Блејк је побеснео кад се његов брат Бен вратио у Денвер. У талу са Алексис, Бен га је тужио због свог дела наследства од оца. Блејк је ставио кућу и покретну имовину под хипотеку, очекујући да ће преузети друштво "Колби". Захваљујући Беновом и Алексисином захвату, он је изгубио све па и нафтне бушотине на Кинеском мору. На крају сезоне, он је открио да је Алексис купила његову кућу па ју је ухватио за врат и почео да дави.

#### Седма сезона
Кристал је раздвојила Блејка и Алексис. Блејк је открио да је његов хотел "Ла Мираж" изгорео и да је неколико људи, међу којима и Клаудија, изгорело. Блејк је оптужен за подметање пожара, али су на крају оптужбе одбачене када је откривено да је Клаудија подметнула пожар. Док је Блејк покушавао да поврати своје царство, он је открио да је земља коју је наследио од мајке богата природним плином. Ипак, принуђен је да привремено одложи своје планове за развијање земљишта кад су Алексис и Бен сазнали за његово постојање. Убрзо после тога је Емили Фалмонт дала оптужујуће податке о Алексис и Бену Блејку који је то искористио како би повратио "Денвер-Карингтон" и његову имовину међу којима су биле и бушотине на Јужном кинеском мору. Касније су Блејк, Алексис и Бен били у југоисточној Азији и проверавали бушотине када је избио пожар. Бен је спасио заробљеног Блејка неколико тренутака пре него што је бушотина пукла што је на крају довело до њиховог помирења. Блејк се пробудио у болници и није се сећао последњих 25 година живота. Алексис је потписала његову отпусну листу и убедила га да су још у браку. Ипак, када их је Кристал нашла, Блејку се сећање вратило. Блејкова и Кристалина ћерка Кристина се разболела и требало јој је пресађивање срца. Даватељка је пронађена и Кристина је била спашена, али ју је мајка даватељке Сара Кертис отела. Касније је пронађена не повређена. На крају сезоне су Блејк и Алексис законски усвојили Адама.

#### Осма сезона
Блејк се кандидовао за гувернера, противно службеницима и Алексис. После дуге и мукотрпне кампање, и он и Алексис су изгубили. Недуго после тога, Блејк се вратио кући и пронашао спаваћу собу у нереду и Кристал несталу. Само је рекао: "Јао, Кристал, мислио сам да имамо више времена".

#### Девета сезона
Кристал има озбиљан тумор на мозгу и мора на опасну операцију. Они су отишли у Швајцарску где је операција успела, али је Кристал пала у кому. Једно тело пронађено на дну језера на имању Карингтонових. Испало је да је то тело Роџера Грајмса, човека са којим је Алексис имала прељубу што је довело до њеног и Блејковог развода. Роџер је мртав већ 20 година, али је хладна температура језера очувала тело. На крају је испало да га је убила Фалон кад је имала 8 година јер га је видела да туче Алексис, а Блејков отац Том је сакрио тело у старом руднику како би заштитио Фалон. Стање се усложило тиме што је стари рудник пун нацистичког блага које је тамо сакрио Том. У последњој епизоди серије, Блејк је открио да полицијски капетан који истражује Роџерову смрт тражи то благо. Блејк је покушао да извуче признање. Капетан је извукао пиштољ па су обојица рањени. Блејк је остао да лежи у локви крви.

#### На окупу
Три године касније, у филму Династија: На окупу (1991.), Блејк се у потпуности опоравио од рањавања и пуштен је из затвора када је ослобођен оптужби да је убио капетана Хендлера. Заједно са синовима Стивеном и Адамом и бившим зетом Џефом Колбијем, Блејк покушава да поврати управу над "Денвер-Карингтоном" од међународног конзорцијума. Кристал се вратила пошто се пробудила из коме, али ју је Конзорцијум програмирао да убије Блејка. Њена љубав према Блејку се доказала толико јаком па је сломила управљање Конзорцијума над њом.

## Римејк
Прва епизода римејка серије "Династија" најављена је на телевизији ЦВ у септембру 2016. године, а Грант Шоу је изабран да игра Блејка. Римејк је премијерно почео на телевизији ЦВ 11. октобра 2017. године.

### О лику
Извршни продуцент Џон Шварц је рекао да је према једном од твораца серије Естер Шапиро "Блејк Карингтон човек који би могао да води ово друштво, али оно где се стварно бори је вођење своје породице". Извршна продуценткиња Сали Патрик је описала Блејка као "патријархалног белца који мења свет". Такође је изјавила "Свидела ми се топлина Гранта Шоуа док је гледао сина право у лица пре него што се јавио на телефон. То је једна од вештина која чини Блејка Карингтона мултимилијардером какав јесте". Шоу је рекао: "Блејк Карингтон није лик из просечне сапунице. Он је врло сложен. Он је протагониста, и то врло добар. Тиме ме је заголицао".

### Пријем
Морин Рајан из часописа Различитост је описала Гранта Шоуа као "личног и харизматичног" за улогу, али је истакла да је "неколико корака којим је Блејк требало да буде приказан као изопачено сјајан у ствари приказан се само не то". Додала је "ако желите да вртите серију око превара сјајног и безобзирног велеума, његови поступци генија би требало да буду јако паметни и ђаволски генијални, а не предвидиви, а камоли збуњујући".